# 子良 (司馬)
子良（？—？），芈姓，鬬氏，名不詳，子良應是他的字。他出身春秋時期楚國公族的一支若敖族，是鬬伯比之子，鬬㝅於菟（子文）之弟，鬬椒之父。

## 簡介
子良所在的家族從楚武王時代開始興起，到楚成王之時發展到頂峰，長期壟斷令尹和司馬兩大要職。子良本人也曾擔任主掌軍權的司馬。他的兒子鬬椒剛出生的時候，長相貌似熊虎，聲音像豺狼一樣。子文認為這小孩長大後會令若敖族遭滅亡之禍，建議子良殺掉他。子良並沒有聽從。子文對此非常擔憂，臨去世之時還警告族人在鬬椒掌權的時候趕緊逃跑，以免受到受其牽連。
其後果如子文所預言的那樣，若敖族因鬬椒在楚莊王九年所發動叛亂，而受到殘酷的打擊，不再復現以前的聲勢。

## 後代
- 子：鬬椒
- 孫：苗賁皇

## 脚注
1. ↑  《左傳·宣公四年》：初，楚司馬子良生子越椒，子文曰：“必殺之。是子也，熊虎之狀，而豺狼之聲，弗殺，必滅若敖氏矣。諺曰：‘狼子野心。’是乃狼也，其可畜乎？”子良不可。子文以為大戚，及將死，聚其族，曰：“椒也知政，乃速行矣，無及于難。”